# Twin Dragons
Twin Dragons (en España: Dragones gemelos) es una película de acción y comedia de Hong Kong de 1992, dirigida por Ringo Lam y Tsui Hark y protagonizada por Jackie Chan y Maggie Cheung. Chan interpreta simultáneamente a dos gemelos separados al nacer. La película ha recibido reseñas generalmente positivas por parte de la crítica, con un rating de 54 sobre 100 en el sitio de internet Metacritic, basado en 15 reseñas.

## Sinopsis
En 1965, una pareja (Sylvia Chang y James Wong) acaba de tener gemelos. Mientras tanto, un peligroso líder de pandilla llamado Crazy Kung (Kirk Wong) se encuentra cautivo en el mismo hospital. Crazy Kung escapa y toma como rehén a uno de los gemelos. En el caos subsiguiente, los gemelos se separan permanentemente. Uno de ellos, llamado Ma Yau, es criado por sus padres y crece para ser concertista y director de orquesta. El otro, llamado Wan Ma, es criado por una mujer llamada Tsui (Mabel Cheung), y crece hasta ser un corredor callejero y un artista marcial. Ninguno de ellos ha pensado alguna vez que tenga un hermano gemelo.

## Reparto
- Jackie Chan como Ma Yau / Bok Min.
- Maggie Cheung como Bárbara.
- Nina Li Chi como Tong Sum.
- Teddy Robin Kwan como Tyson.
- Philip Chan como Chen.
- Sylvia Chang como la madre de los gemelos.
- James Wong como el padre de los gemelos.